# Jozafat Żarski
Jozafat Żarski (ur. 1778, zm. 1838) – duchowny greckokatolicki, od 1833 biskup piński, konsekrowany na biskupa 21 stycznia 1834.

## Życiorys
Urodził się jako Ignacy Żarski w rodzinie wyznania unickiego, od młodości uczęszczał jednak do Kościoła łacińskiego. Do zakonu bazylianów wstąpił po ukończeniu studiów na Cesarskim Uniwersytecie Wileńskim, przyjmując imię zakonne Jozafat. W 1811 był już nauczycielem języka francuskiego w szkole przy klasztorze bazyliańskim w Byteniu. W roku następnym powierzono mu stanowisko profesora filozofii w szkole przy klasztorze w Żyrowicach. Od 1816 nauczał w tejże szkole fizyki i pełnił obowiązki prefekta.
W 1822 mianowano go przełożonym klasztoru Trójcy Świętej w Wilnie. Od roku 1824 stał na czele archimandrii Trójcy Świętej i był konsultorem prowincji litewskiej zakonu. Od 1825 powierzono mu również stanowisko cenzora głównego ksiąg drukowanych w monasterze wileńskim.

### Prowincjał Prowincji Litewskiej bazylianów i członek Greckounickiego Kolegium Duchownego
W 1826 Jozafat Żarski został wybrany na prowincjała Prowincji Litewskiej bazylianów. Opowiadał się za zachowaniem zlatynizowanego charakteru zgromadzenia. Występował przeciwko projektom biskupa litewskiego Józefa Siemaszki, zmierzającym do delatynizacji obrządku, która miała z kolei przygotować konwersję unitów diecezji litewskiej na prawosławie.
W 1830 otrzymał godność archimandryty. W roku następnym funkcja prowincjała została zlikwidowana, Jozafata Żarskiego zaliczono jednak w poczet członków nowo powstałego Greckounickiego Kolegium Duchownego. Na polecenie kolegium duchowny dokonał w 1832 wizytacji klasztorów bazyliańskich, sprawdzając przede wszystkim ich majątek oraz zarządzaniem nim, jak również stopień zachowywania obrządku bizantyjskiego. Wizytacja wykazała, że nabożeństwa w obrządku bizantyjskim, w tym śpiewane Święte Liturgie, odprawiano jedynie w klasztorach w Grodnie i w Antopolu. Zasugerował przeprowadzenie w monasterach bazyliańskich ograniczonej delatynizacji (ponowne wprowadzenie ikonostasów i psalmistów) i wdrożenie działań na rzecz poprawy dyscypliny. Żarski próbował następnie bez powodzenia powstrzymać likwidację tych klasztorów, w których pozostało niewielu zakonników.

### Biskup

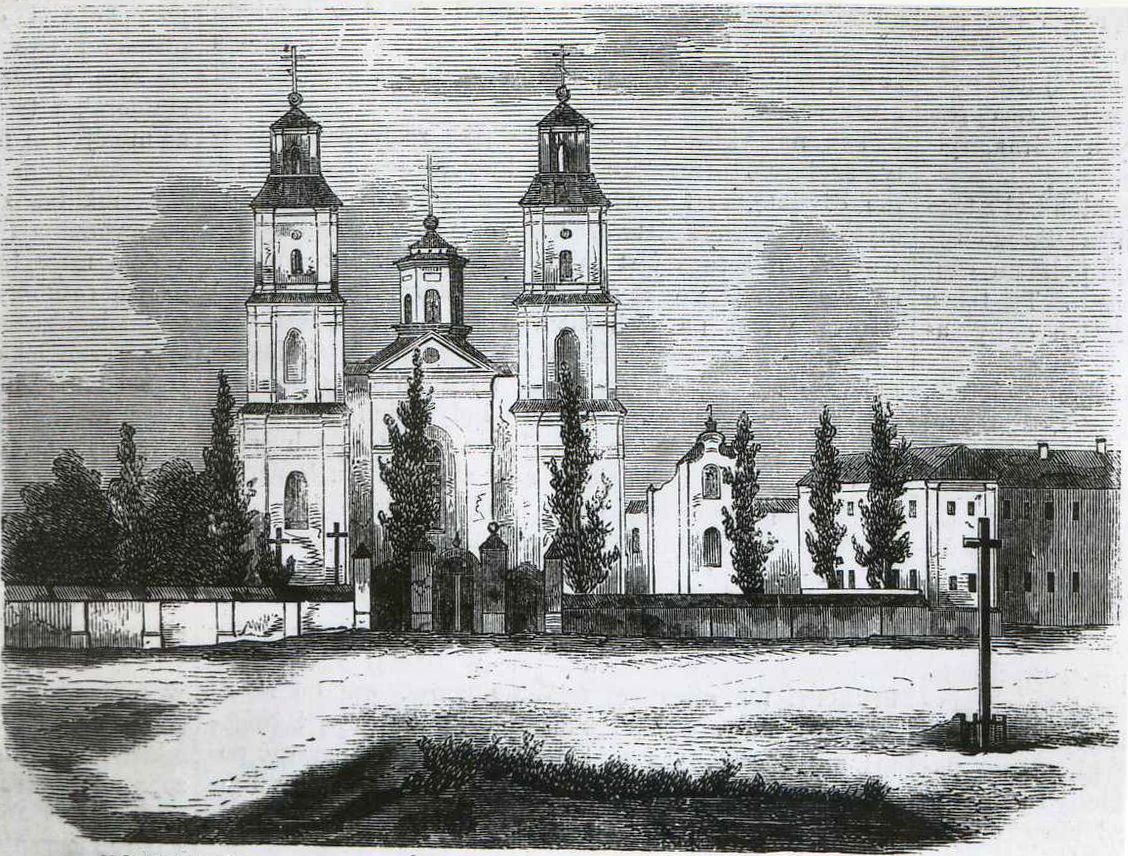
Widok klasztoru w Byteniu, w którym żył i został pochowany biskup Jozafat Żarski

2 grudnia 1833 biskup Józef Siemaszko zasugerował ministrowi spraw wewnętrznych Dmitrijowi Błudowowi nominowanie dwóch biskupów pomocniczych diecezji litewskiej. Jednym z nich miał być Jozafat Żarski, który w zamyśle Siemaszki miał rezydować w klasztorze w Byteniu, nosząc tytuł biskupa pińskiego. Biskup piński miał utrzymywać się z funduszy klasztoru byteńskiego, likwidowanego monasteru w Antopolu, Monasteru Leszczyńskiego i pozostałych likwidowanych mniejszych ośrodków bazyliańskich, łącznie dysponujących kwotą 39 tys. rubli. Żarski został wyświęcony na biskupa 21 stycznia 1834 w domowej świątyni przy Greckounickim Kolegium Duchownym przez Józefa Siemaszkę, Jozafata Bułhaka i Franciszka Pawłowskiego. Siemaszko miał nadzieję, że jako biskup Jozafat Żarski nie będzie przeciwstawiał się jego działaniom na rzecz usunięcia z liturgii unickiej elementów łacińskich. Został zresztą do tego zobligowany w momencie przyjmowania sakry biskupiej. W praktyce biskup piński nie popierał działań Józefa Siemaszki. W klasztorze w Byteniu nie przeprowadził zmian nakazywanych przez Siemaszkę, nie zadbał również o poprawę dyscypliny wśród zakonników.
W monasterze byteńskim Jozafat Żarski przebywał do śmierci w 1838. Do końca życia podkreślał swoją wierność tradycji łacińskiej, pozostawił po sobie pisemne oświadczenie, w którym stwierdzał, że nie brał udziału w delatynizacji obrządku. Został pochowany w klasztornej cerkwi w Byteniu.